# Василиади, Моисей Филиппович
 Моисей Филиппович Василиади (род. 12 января 1950) — актёр Омского театра драмы, Народный артист Российской Федерации (2004).

## Биография
В 1967—1969 гг. учился в Ленинградском государственном институте театра, музыки и кинематографии.
В 1971—1972 гг. актёр Вышневолоцкого театра драмы.
В 1975 — во Владивостокском драматическом театре им. Горького.
В 1972—1977 гг. Южно-Сахалинского драматического театра им. А. П. Чехова,
В 1977—1980 гг. — Хабаровского театра драмы.
С 1980 года служит в Омском драматическом театре.
Супруга — Народная артистка России Наталья Василиади

## Награды и звания
- Заслуженный артист Российской Федерации (26 ноября 1994) — за заслуги в области искусства
- Народный артист Российской Федерации (2004)[1]

## Театр
1. «Экспонаты» Вячеслав Дурненкова — Дед Зуев
2. «Леди Макбет Мценского уезда» Н. С. Лескова — Борис Тимофеевич Измайлов, купец
3. «Сердешные мечтанья Авдотьи Максимовны» А. Н. Островского — Максим Федотыч Русаков
4. «Вишнёвый сад» А. П. Чехова — Симеонов-Пищик
5. «Чёртова дюжина» А. Т. Аверченко — Мишкин
6. «Чёртова дюжина» А. Т. Аверченко — Будагов
7. «Кабала святош» М. А. Булгакова — Маркиз де Шаррон, архиепископ города Парижа
8. «Жена есть жена» А. П. Чехова — Василий Тарасович Двоеточиев
9. «Игроки» Н. В. Гоголя — Чиновник из приказа
10. «Старомодная комедия» А. Н. Арбузова — Он
11. «Принцесса Турандот» К.Гоцци — Альтоум, император Китайский
12. «Волки и овцы» А. Н. Островского — Чугунов
13. «Человек и джентльмен» Эдуардо де Филиппо — Граф Карло Толентано
14. «Несносные родители» Ж. Кокто — Жорж
15. «Отель на час» П.Ландовского — Ганзл
16. «Натуральное хозяйство в Шамбале» А. Шипенко — Пржевальский
17. «Три сестры» А. П. Чехова — Фёдор Ильич Кулыгин
18. «Танго беллетриста» Н.Скороход — Смирнов Григорий Степанович
19. «Церемонии зари» К.Фуэнтос — Бартоломе де Ольмедо
20. «Приглашение на казнь» В. В. Набокова — Директор тюрьмы
21. «Лоренцаччо» Альфред де Мюссе — кардинал Чибо
22. «Дядя Ваня» А. П. Чехова — Александр Владимирович Серебряков, отставной профессор
23. «Брат Чичиков» Н.Садур — Губернатор
24. «Таланты и поклонники» А. Н. Островского — князь Ираклий Стратоныч Дулебов
25. «Зимняя сказка» У. Шекспира — Камилло, сицилийский князь
26. «Пиквикский клуб» Ч. Диккенса — мистер Додсон
27. «Бъдын» Н. Скороход — Борис (старый)

## Фильмография
1. Контакт 1981 - водитель в Свердловске
2. Тем, кто остаётся жить 1982
3. К своим! 1983
4. Господня рыба 1991